# Miguel Navia

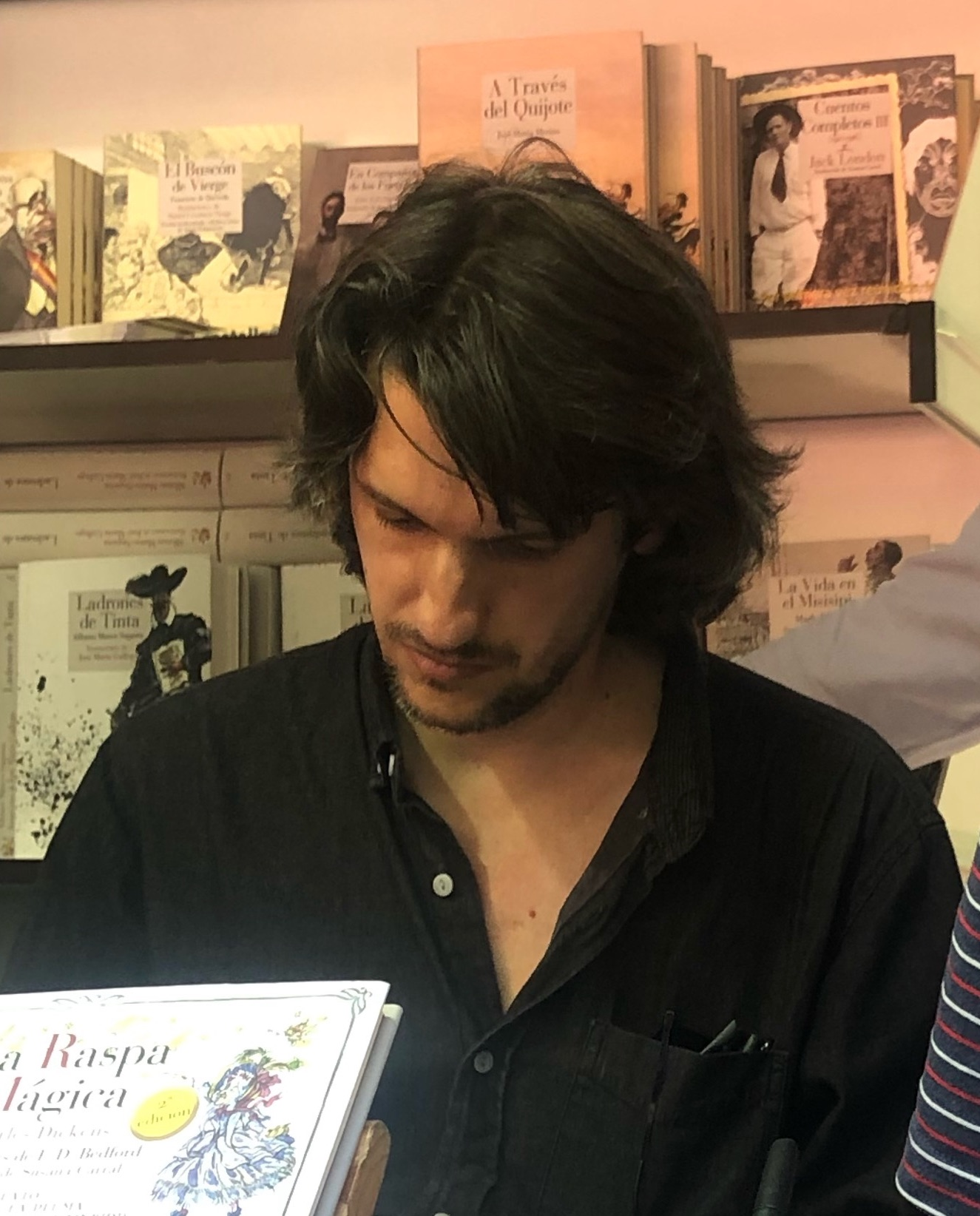
Miguel Navia en la Feria del Libro de Madrid (2022)

Miguel Navia Martín de la Concha (Madrid, 1980) es un ilustrador español. Ha trabajado en múltiples ámbitos (editoriales, prensa, publicidad, animación). Sus ilustraciones e historietas se ha publicado en medios como El País, la editorial Planeta o el Grupo SM. Colabora regularmente con la revista Fiat Lux, especializada en el género negro.

## Biografía
Nació en una familia de artistas (su madre es la pintora Carmen Martín de la Concha y su padre el fotógrafo José Manuel Navia). Pasó su infancia y juventud en el barrio de Chueca, donde estaban instalados sus padres. Estudió en la Escuela de Artes y Oficios de Madrid. Cuando se independizó, se trasladó al barrio de Lavapiés, después vivió en la provincia de Toledo y, finalmente, regresó a Madrid, al barrio de su infancia, que ha retratado en el libro Chueca (Reino de Cordelia, 2014).
Con guion de Carlo Frabetti (al que ya había ilustrado alguna de sus novelas) publicó dos cómics: El parque de la luna (SM, 2008) y Nevermore (SM, 2009).
En 2011 publicó Gran Vía, un libro sobre la avenida homónima de su ciudad natal.
En El País Semanal ha ilustrado numerosos artículos, novelas por entregas (Los días sin ayer de Ignacio del Valle, 2016) e historietas (Zoot, el traje de los disturbios, con guion de Felipe Hernández Cava, 2020).
Con guion de Hernández Cava, recreó escenas ambientadas en la guerra civil española. La serie apareció primero en las páginas de distintas publicaciones periódicas, especialmente en M21 Magazine, en veintiún entregas publicadas bajo el título «Otros tiempos». Esta fue la única sección fija de una revista gráfica caracterizada por la rotación de sus colaboradores y contenidos. En 2020 se publicó un libro con 36 imágenes y los textos de Hernández Cava con el título de Estampas 1936 (Norma Editorial).
En 2019 diseñó el cartel de la película El crack cero de José Luis Garci, con el que ganó el Premio Feroz al mejor cartel de cine en 2020.
En 2021 publicó el libro Disque Bleu (Norma, 2021), en el que también cinco relatos de Felipe Hernández Cava escritos en diferentes momentos («Lover man» en 2017, «Madrid resuena» en 2019, «Chucho suave» en 2020, «Disque Bleu» entre 2020 y 2021, y «Tovarich filósofo» en 2021), más un epílogo del mismo autor. En la obra se repasan distintos episodios del siglo XX y se reflexiona sobre el poder del mal, la violencia, el fanatismo, el racismo o la intransigencia. Aparecen como personajes el escritor francés Albert Camus o el filósofo Bertrand Russell, entre otros.
El libro Alguien se despierta a medianoche (subtitulado como el Libro de los profetas, Reino de Cordelia, 2022) nació en colaboración con el escritor Óscar Esquivias. Navia y Esquivias se propusieron recrear literaria y plásticamente ciertos episodios bíblicos del Antiguo y el Nuevo Testamento (como la creación del mundo, historias de patriarcas y profetas, la parábola del hijo pródigo, el himno a la caridad de san Pablo o el Apocalipsis) e inventar nuevas piezas en las que se incorporarían una suerte de episodios bíblicos contemporáneos, en los que Madrid, Burgos, Valladolid o Bilbao sustituyen como escenarios a Nínive, Sodoma, Babilonia o Jerusalén.

## Publicaciones
- Gran Vía. Madrid: Tres Editores, 2011.
- Chueca. Prólogo: Óscar Esquivias. Madrid: Reino de Cordelia, 2014.
- Estampas 1936. Textos: Felipe Hernández Cava. Barcelona: Norma Editorial, 2020.[10]
- Disque Bleu. Textos: Felipe Hernández Cava. Barcelona: Norma Editorial, 2021.[13]
- Alguien se despierta a medianoche (el libro de los profetas). Textos: Óscar Esquivias. Madrid: Reino de Cordelia, 2022.[14][15]

## Exposiciones
- 2010: Ilustraciones y viñetas. Exposición conjunta con Carlos Fernández en el II Encuentro de Ciencia ficción y Terror, Sala Antonio Machado, Leganés.
- 2017: Chueca, Panta Rhei, Madrid.[3] Exposición con los dibujos originales a tinta china y los bocetos a lápiz del libro homónimo.